# Dorndorf (Illerrieden)
Dorndorf ist ein Ortsteil der Gemeinde Illerrieden im Alb-Donau-Kreis in Baden-Württemberg. Das Dorf liegt circa eineinhalb Kilometer nordwestlich von Illerrieden.

## Geschichte
Dorndorf wird 1388 erstmals urkundlich erwähnt. Drei Kilometer nordnordöstlich des Orts sind Gräben und Abschnittswälle von zwei Burgen erhalten. Der Ort gehörte vielleicht in älterer Zeit zur Grafschaft Kirchberg, war Montforter Lehen der Ginger 1495 und der Lyns 1511, die 1536 Burgstall und Dorf samt Niedergericht und Kirchenpatronat an die Fugger verkauften. 1657 kam der Ort an die Grafen Lodron, 1663 an die Fugger und bald wieder an die Lodron, 1674 an die Freiherren von Racknitz und von diesen 1711 an das Kloster Wiblingen. Die Landesherrschaft und das Niedergericht standen seither dem Kloster zu, die hohe Gerichtsbarkeit den Grafen Fugger zu Kirchberg.
1806 kam Dorndorf an das Königreich Württemberg, wo der Ort dem Oberamt Wiblingen unterstellt wurde.
Am 1. Januar 1971 wurde Dorndorf nach Illerrieden eingemeindet.

## Bevölkerungsentwicklung
Es handelt sich um Einwohnerzahlen nach dem jeweiligen Gebietsstand bis 1970 und ohne die anderen zugehörigen Ortsteile. Die Zahlen sind Volkszählungsergebnisse oder amtliche Fortschreibungen mit Archivierungen des LEO-BW Online-Informationssystems für Baden-Württemberg.
| Jahr      | 1852 | 1871 | 1880 | 1890 | 1900 | 1910 | 1925 | 1933 | 1939 | 1950 | 1956 | 1961 | 1970 |
| Einwohner | 292  | 289  | 315  | 304  | 329  | 311  | 288  | 266  | 241  | 351  | 338  | 348  | 337  |

## Sehenswürdigkeiten

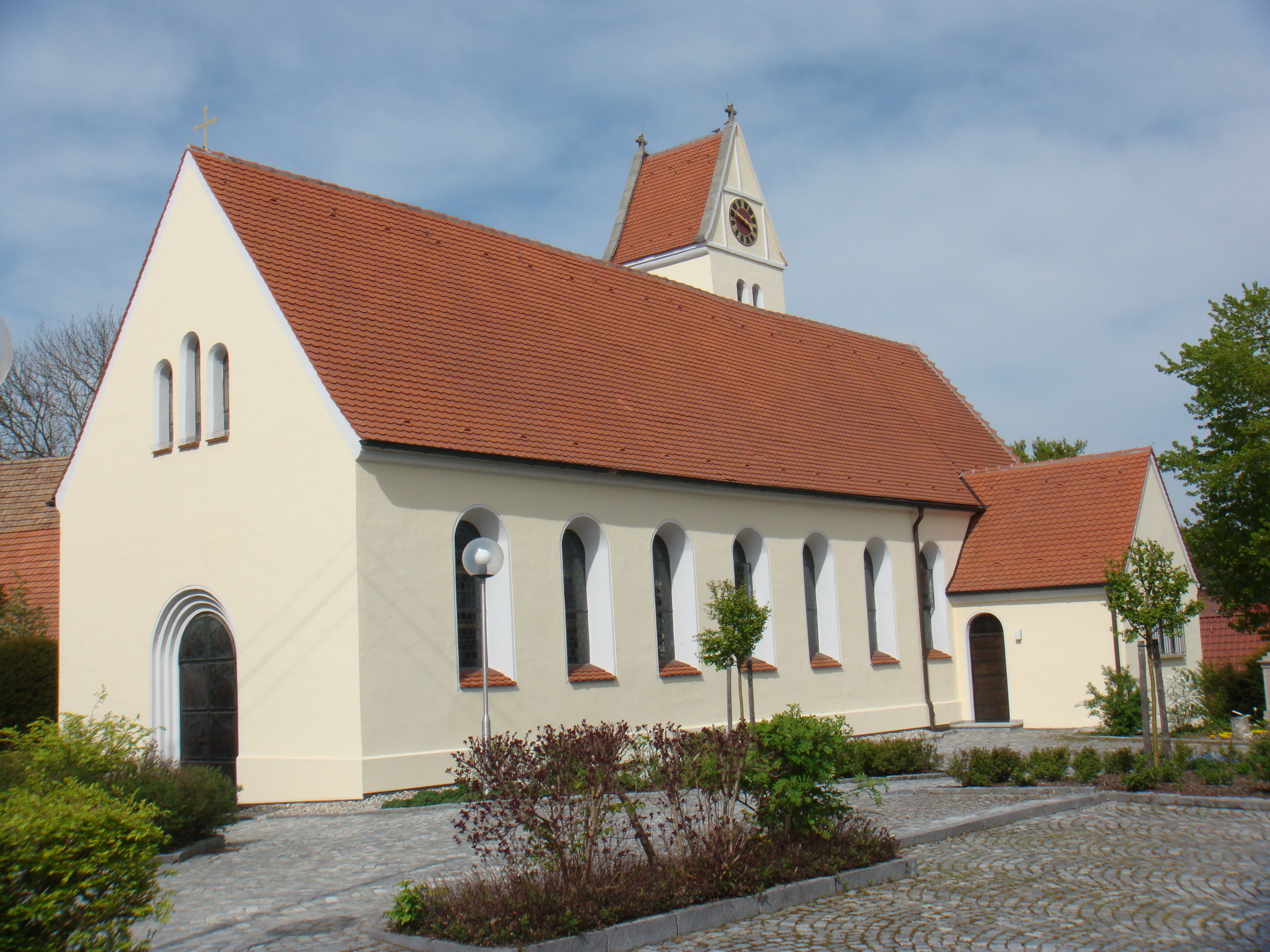
Kirche zur Heiligen Dreifaltigkeit

- Die Katholische Pfarrkirche zur Heiligen Dreifaltigkeit wurde 1370 erbaut. Die noch vorhandenen Schießscharten bezeugen, dass der heutige Glockenturm früher als Wehrturm benutzt wurde. 1705 wurde das Kirchenschiff angebaut und 1870 mit einer Empore verlängert. Die Kirche bekam 1871 eine Orgel. Weitere Renovierungsarbeiten wurden im 20. Jahrhundert durchgeführt. Zwischen 2009 und 2010 wurde die Kirche im Inneren saniert und es kam ein neuer Altar hinzu.

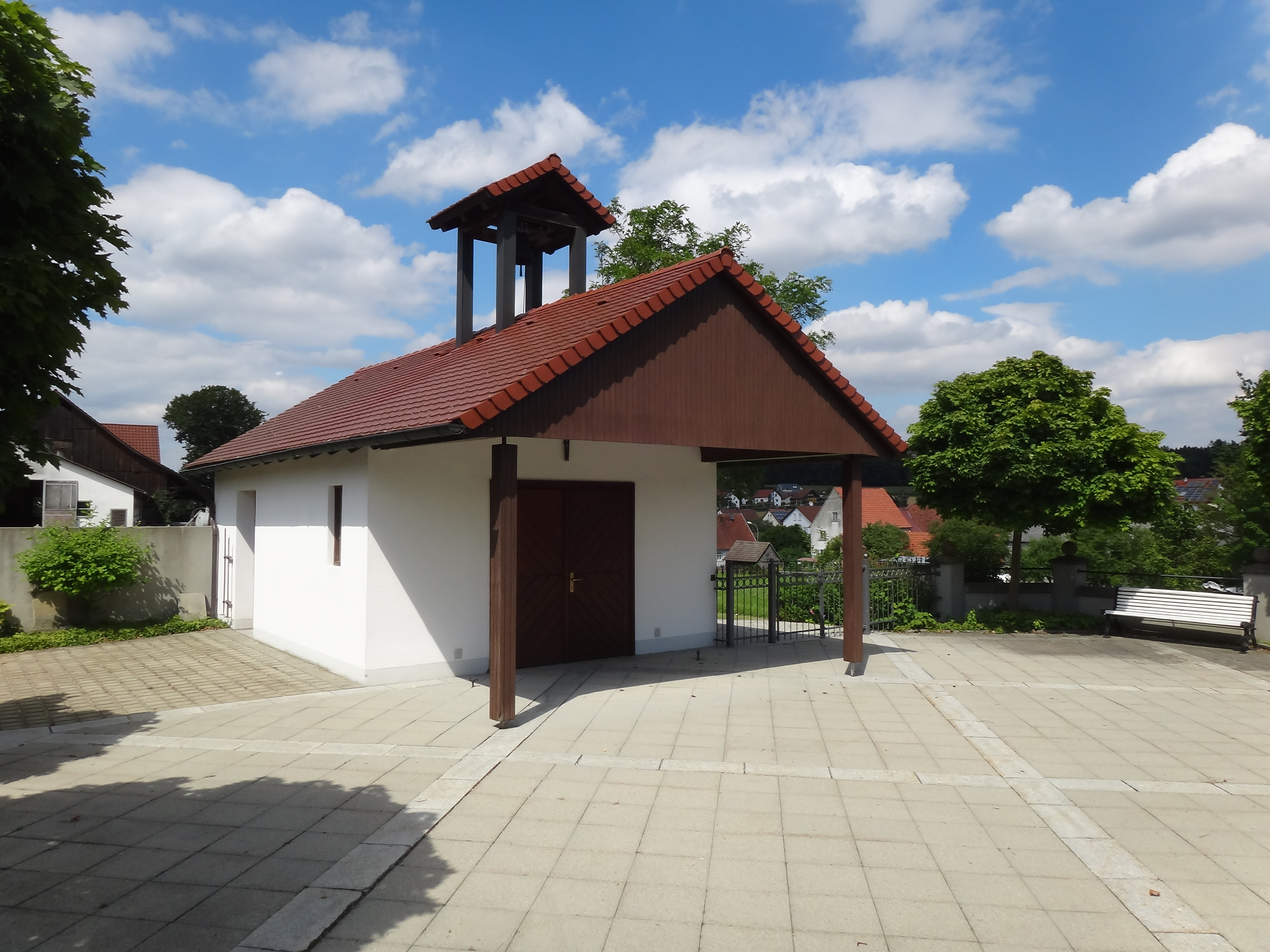
Aussegnungskapelle am Friedhof
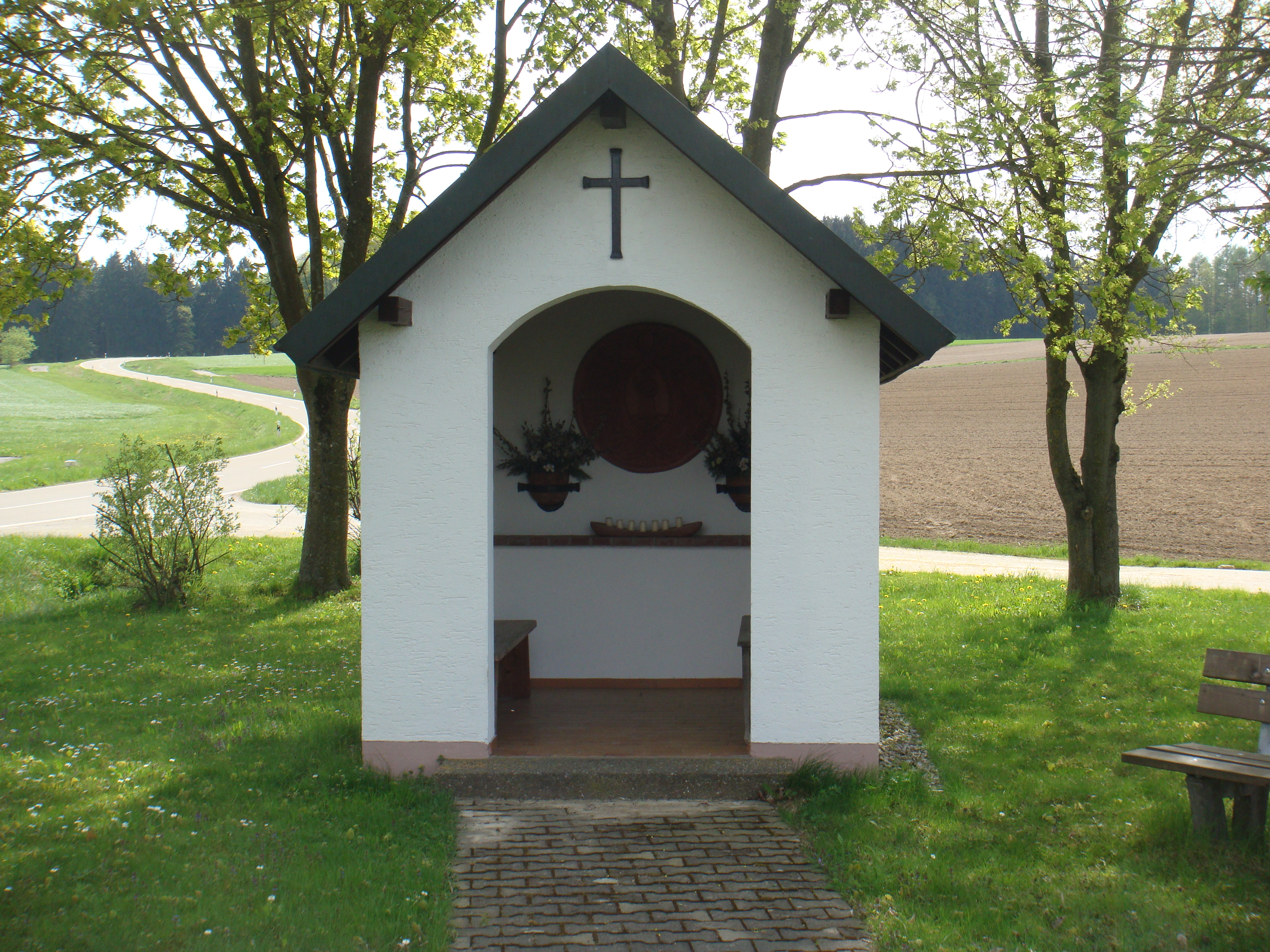
Feldkapelle

## Sport- und Kulturvereine
- Bürgerverein Dorndorf / Illerrieden
- DRK-Ortsverein Dorndorf
- Kirchenchor Dorndorf
- Narrenzunft Doradorfer Dorarobbfer[3]

## Söhne und Töchter des Ortes
- Heinrich Suso Brechter (1910–1975), Missionsbenediktiner und Erzabt von St. Ottilien (1957–1974)